# Wynn Macau
22°11′17″N 113°32′45″Ø / 22.18806°N 113.54583°Ø
Wynn Macau er et hotelcasino i Macao i Folkerepublikken Kina. Det er ejet af Wynn Resorts og har 600 rum, 9000 kvm casino med  200 spilleborde, 350 spilleautomater syv restauranter, 2500 kvm butiksareal, en spa, og underholdnings faciliteter. Det åbnede den 5. september 2006 .  
Planerne for fase II for Wynn Macau blev offentliggjort i 2005.  Udvidelsen vil indebære yderligere 7600 kvm casinoareal, nok til 150 ekstra spilleborde og 500 flere spillemaskiner et sportsrum to restauranter, og et teater.